# Белевере (Верона)
Белевере је насеље у Италији у округу Верона, региону Венето.
Према процени из 2011. у насељу је живело 107 становника. Насеље се налази на надморској висини од 23 м.